# Religión en la Filipinas prehispánica

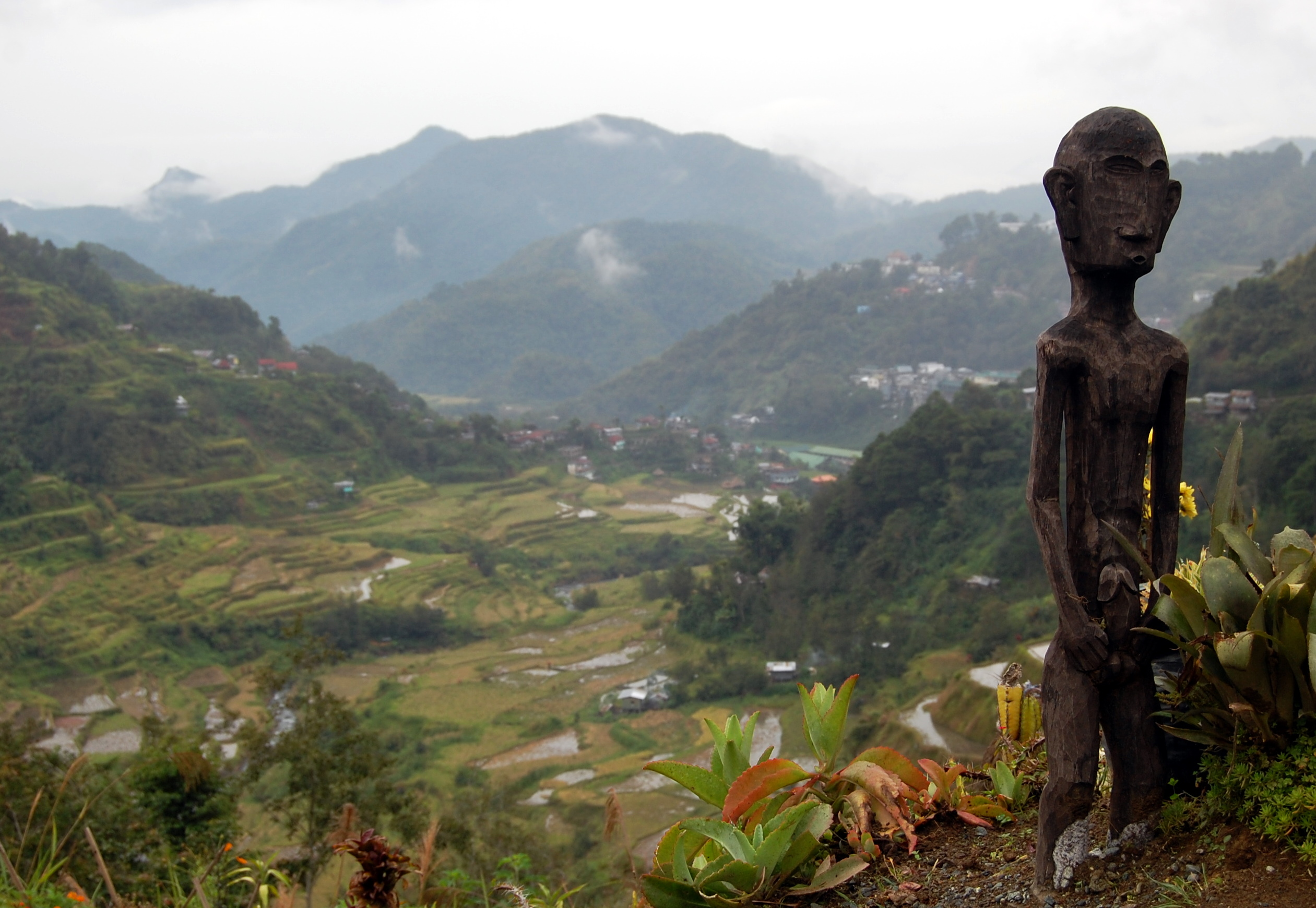
Un bulol (anito de la etnia igorote) tallado en madera representando al dios ifugao del arroz en primer plano, con los arrozales de las cordilleras de Ifugao al fondo.

La religión de la Filipinas prehispánica consistió principalmente en una serie de creencias animistas autóctonas, como el culto a los anitos, junto con ciertas influencias del hinduismo y el budismo. Las evidencias arqueológicas más antiguas que han llegado hasta nuestros días son varias estatuas de oro de estilo claramente hinduista o budista, y el registro escrito más antiguo es la Inscripción sobre cobre de Laguna, datada del año 900, el cual esta fechado en shaka, un antiguo calendario de origen hindú. 
Pocas décadas antes a la colonización española, el islam también se extendió por las islas (especialmente en el sur) durante el siglo XIV, quedando relegadas las religiones originadas en esas áreas. Con la conquista española de Filipinas se implanta el catolicismo y se prohíben las religiones animistas por considerarse «brujería». 
Aun así, a día de hoy las tradiciones y mitología prehispánicas se siguen practicando de manera marginal en zonas rurales en una forma sincretizada de catolicismo popular.

## Animismo

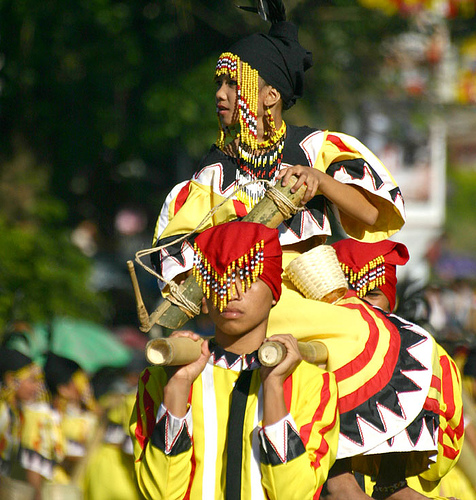
Festival Kaamulan en Malaybalay, una muestra de la tradición indígena todavía vigente en algunas zonas de la moderna Filipinas.

El animismo de las Filipinas precoloniales creía en que el mundo está habitado por espíritus y entidades sobrenaturales y que se les debe mostrar respeto mediante la adoración. Estos espíritus de la naturaleza se conocían como diwatas, relacionados con los devatas hindúes.
Algunas fes practicaban el culto a los dioses (como al dios supremo de los tagalos, Bathala y sus hijos Adlaw, Mayari y Tala, o el dios visayo Kan-Laon). Otras practican el culto a los ancestros. Estas prácticas, aunque se las llama colectivamente como animismo, variaban notablemente entre etnias. La magia, los cánticos y las oraciones son a menudo características clave. Los chamanes eran altamente respetados (y a veces temidos) en la comunidad, y hacían las veces de sanadores/as, matronas (hilot), brujos/as y visionarios (mangkukulam), sacerdotes (babaylán/katalonan) e historiadores de la tribu. En la región de las Visayas, existen creencias chamánicas y brujería (barang), criaturas míticas como el aswang (vampiros), duwende (enanos), y bakonawa (una serpiente de mar gigantesca) parecida a Naga, sincretizadas con las religiones mayoritarias (islam y cristianismo).
Actualmente, alrededor del 2 % de la población filipina son «anitistas», concentrados en áreas rurales y remotas de la Región de La Cordillera, Palawan, Mindoro, Visayas y Mindanao. El 90 % de la población filipina continúa profesando ciertos sistemas de creencias anitistas, a pesar de adherirse a otra religión.

### Anito

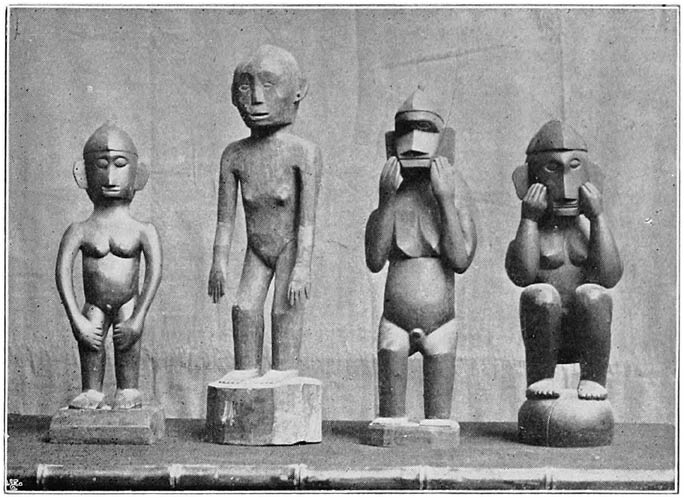
Tallas de madera de espíritus ancestrales (anito)

Los anitos son espíritus (las deidades de la casa, los antepasados difuntos, los espíritus de la naturaleza y las ninfas, llamadas diwatas en el sur), y a la vez, «anito» es un nombre colectivo que designa el sistema de creencias prehispánico filipino. Los antiguos filipinos creían que el mundo tenía consciencia propia, y que las piedras, árboles, montañas, agua, animales, sol, luna y tienen un poder escondido, animados por un espíritu o ídolo. Los espíritus podían ser dañinos o benignos y podían controlar algunos aspectos de vida mortal. 
Los antiguos filipinos conservaban estatuas o fetiches para representar a estos espíritus, pedir guiaje y protección. Existía una fuerte fe y respeto hacia el medio ambiente, los ancestros y los ancianos. El anitismo sobrevive en el presente de manera muy minoritaria como forma de catolicismo popular.

### Babaylán y mananambal
Durante el periodo prehispánico, los babaylanes eran los chamanes y dirigentes espirituales, mientras que los mananambal cumplían la función de curanderos. Al comienzo de la era hispánica, la supresión de los babaylanes y de la religión vernácula filipina provocó el aumento de una nueva figura, los albularyo (de «herbolario»), que eran médicos «brujos». Sincretizando oraciones nativas y católicas, el albularyo era capaz de conservar las antiguas formas de curación en la nueva religión oficial.

## Budismo

Expansión budista por Asia.

Aunque no se han encontrado en Filipinas evidencia escrita de que se practicase el budismo, descubrimientos arqueológicos recientes (estatuillas budistas) y unas cuantas referencias en registros históricos en otros países contemporáneos pueden atestiguar que esta religión estuvo presente en el archipiélago durante el siglo IX. Los registros escritos previos a la conquista no mencionan a Filipinas en conjunto sino a una o varias de las naciones establecidas en las islas.
Muchos estados filipinos prehispánicos fueron tributarios del poderoso imperio budista Srivijaya, que controló el comercio marítimo en el Sureste Asiático entre los siglos VI y XIII. Estos contactos comerciales fueron antes o durante el siglo IX y probablemente condujeron a la introducción del budismo Vajrayana en Filipinas.
En 1225, Zhao Rugua, un escritor chino y superintendente de comercio marítimo de Fuyián, escribió el libro Zhu Fan Zhi (諸番志 'Reporte de los varios pueblos bárbaros') en el que describe el comercio con un país llamado Ma-i ubicado en la isla filipina de Mindoro. En el libro se relata: 

El país de Ma-i está al norte de Borneo. Los nativos viven en grandes aldeas en las orillas opuestas de un arroyo y se cubren con una tela como una sábana o esconden sus cuerpos con un taparrabos. Hay imágenes metálicas de Budas de origen desconocido dispersas en la enredada naturaleza.
Zhao Rugua en Zhu Fan Zhi; a partir de Scott, 1984

En el siglo XII, los inmigrantes malayos llegaron a Palawan, y desde entonces la mayoría de asentamientos fueron gobernados por jefes tribales malayos. Estuvieron seguidos por los indonesios del Imperio Majapahit en el siglo XIII que también trajeron con ellos el budismo.
Las imágenes y esculturas budistas supervivientes se encontraron en las Cuevas de Tabon. La búsqueda reciente conducida por Philip Maise ha incluido el descubrimiento de esculturas gigantes, así como pinturas en la cueva, dentro de los cuartos de entierro que parecen describir el Viaje al Oeste.
La crónica china Song Shih habla sobre la primera misión tributaria desde Butuán (Li Yui-han 李竾罕 y Jiaminan) a la corte imperial china el 17 de marzo del año 1001. Describe Butuán como pequeño país marítimo hindú con una monarquía budista que tuvo contacto regular con Champa y contacto intermitente con China bajo un rajá llamado Kiling.
Los antiguos batangueños fueron influidos por la cultura hindú, evidente en su idioma (proveniente del sánscrito) y alfarería. Una imagen de Buda fue producida en molde en un medallón de arcilla en relieve en el municipio de Calatagan. Según los expertos, la imagen presenta fuertes semblanzas con el retrato iconográfico de Buda en Siam, India y Nepal. La imagen muestra al Buda Amithaba en posición tribhanga dentro de un nimbo ovalado. Los investigadores también notaron una fuerte tendencia al estilo mahayánico pues se mostraba el Boddhisattva Avalokitesvara.

### Observaciones lunares
- Subang – luna nueva.
- Gimat/ungut – creciente
- Hitaas na an subang – tres noches tras la luna nueva
- Balining – cuarta o quinta noche
- Odto na anbalan – Cuarto creciente
- Dayaw / paghipono / takdul / ugsan – luna llena
- Madulumdulum – menguante
- Banolor – dos días tras la luna llena
- Parik – quinta o sexta noche
- Katin – Cuarto menguante
- Malasumbang – el vigésimo-noveno día (noche anterior a la luna nueva)

## Hinduismo

Expansión del hinduismo hasta llegar a parte de las Filipinas.

Multitud de comerciantes tamiles, guyaratíes e indonesios llegaban a los puertos de todas las islas del sudeste asiático. De esta manera se intodujeron en el archipiélago filipino las diferentes religiones indias, principalmente una versión sincrética del hinduismo y el budismo. Esto ocurrió en el primer milenio a. C., a través del reino indonesio de Srivijaya, y después de Majapahit. La evidencia arqueológica que sugiere un intercambio de ideas espirituales antiguas de la India a Filipinas, que incluye una imagen dorada de 1,79 kg y 21 quilates de Agusan (a veces denominada «Tara Dorada»), encontrada en Mindanao en 1917 después de que una tormenta e inundación expusieran su ubicación. La estatua ahora se encuentra en el Museo Field de Historia Natural de Chicago, y data del período del siglo XIII a principios del XIV.

El Dr. FDK Bosch, de Batavia, realizó un estudio de esta imagen en 1920, quien llegó a la conclusión de que fue realizada por trabajadores locales en Mindanao, copiando una imagen Ngandjuk del período Madjapahit temprano, excepto que el artista local pasó por alto los atributos distintivos sostenidos en la mano. Probablemente tuvo alguna conexión con los mineros javaneses que se sabe que extrajeron oro en el área de Agusan-Surigao a mediados o finales del siglo XIV. Aparentemente, la imagen es la de una diosa shivaíta y encaja bien con el nombre Butuán (que significa «falo»)
H. Otley Beyer, 1947

El indólogo Juan R. Francisco sugiere que la estatua dorada de Agusan puede ser una representación de la diosa Sakti de la tradición Siva-Buddha (Bhairava) que se encuentra en Java, en la que el aspecto religioso de Shiva se integra con los encontrados en el budismo de Java y Sumatra.

### Tradición, arte y literatura
Muchas fábulas y mitos de la cultura Filipina están ligadas a las artes indias, como la historia del mono y la tortuga, la carrera entre el ciervo y el caracol (similar a la historia Occidental de la liebre y la tortuga) o el halcón y la gallina. De modo parecido, las épicas importantes y la literatura folclórica de las Filipinas muestra temas y moralejas expresadas en el Mahabharata y el Ramayana.
Según los indólogos Juan R. Francisco y Josephine Acosta Pasricha, las influencias hindúes marcaron el acervo de la Filipinas prehispánica por varias inscripciones encontradas escritas entre el siglo IX y X. Maharadia Lawana es la versión maranao del rey Rāvaṇa de la épica hindú Ramayana. Lam-Ang es la versión ilocana y sarimanok de Garuda, el pájaro legendario del pueblo maranao. Además, muchos versos del Hud-Hud de la tradición ifugao deriva del Ramayana y del Mahabharata.

## Influencias hindúes en el acervo filipino
El cuento épico Darangen o Singkil del pueblo maranao que ha llegado hasta nuestros días es la versión local más completa del Ramayana. Antes de expandirse el islam en el siglo XVII, Maguindanao recibió muchas influencias hindúes, evidenciadas en una saga folclórica que pervive a día de hoy llamada Ladya Lawana, equivalente al Rajá Ravana.

### Seres mitológicos
En la mitología filipina, el Tigmamanukan era un gran ave azul y negra (asociada a la especie Irena cyanogastra) que sirvió de mensajera a Bathalang Maykapal, del cual era también presagio. Un mito dice que si uno se cruza con un Tigmamanukan mientras viaja, deberían observar la dirección que sugiere su vuelo. Si el pájaro vuela hacia la derecha, el viaje sería satisfactorio. En cambio, si el vuelo es hacia la izquierda, el viajero podría peligrar.
Cierta criatura mitológica filipina que es mitad caballo mitad humano es llamada Tikbalang. Se encuentra en imágenes de hace cuatro milenios y tiene sus raíces en Hayagriva, avatar del dios hinduista Visnú. En 1589, al principio de la conquista española, el padre Juan de Plasencia documento que el término tikbalang existía en varios pueblos indígenas.
Una criatura llamada magindara, similar a la sirena europea (de hecho, por influencia española, también se denomina «sirena» al magindara) está sacada directamente de la imaginería hindú. 

### Otras influencias
En la Filipinas antigua prevaleció el concepto de un mundo de múltiples capas de cielo e infierno. Según los Puranas hinduistas, hay catorce mundos en el universo: los siete superiores y los siete inferiores. Los siete mundos superiores son: Bhuh, Bhavah, Swah, Mahah, Janah. Tapah y Satyam; y los siete mundos inferiores son: Atala, Vitala, Sutala, Rasatala, Talatala, Mahatala y Patala. La región conocida como Bhuh es la tierra donde habita el ser humano.

## Islam

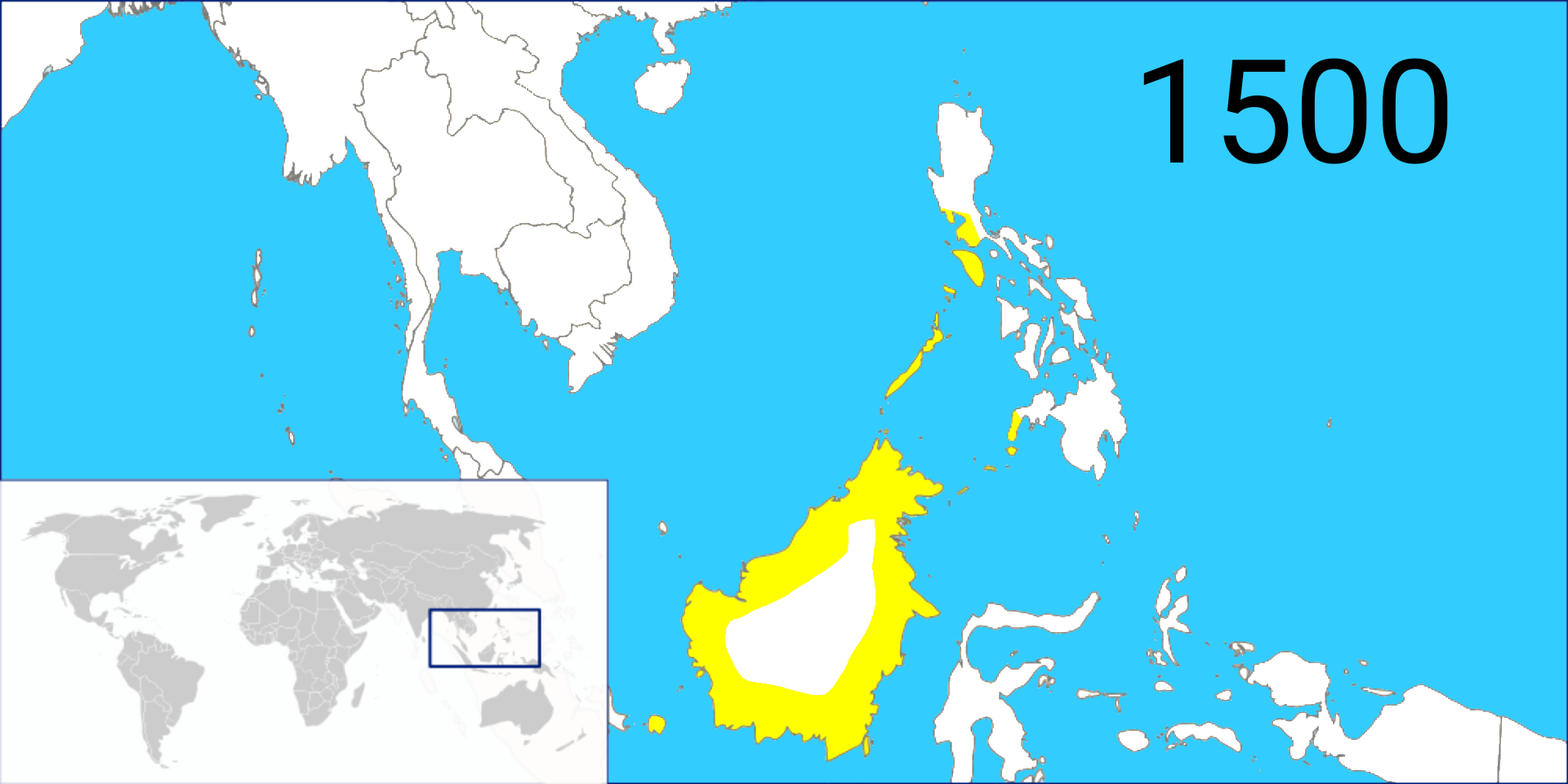
La extensión del imperio del Brunei y el @spread de islam en Al sureste Asia en el siglo XV

El Sultanato de Brunéi fue un imperio musulmán que consiguió subyugar al Reino de Tondó en el 1500 (veintiún años antes de la llegada de Magallanes) de la mano del Sultán Bolkiah (que es antepasado del actual Sultán de Brunéi, Muda Hassanal Bolkiah). Más tarde se formaría una alianza entre el Reino de Maynila (Kota Selurong) y Brunéi, por lo que el rajá musulmán Sulaiman consiguió el trono. Además, la victoria del sultán Bolkiah sobre Sulu (hoy Joló) y Seludong (hoy Manila) así como sus matrimonios con Laila Mecanai, la hija del sultán de Sulu, Amir Ul-Ombra, y a la hija de Datu Kemin, extendiendo la influencia de Brunéi en las Filipinas.
El rajá Salalila y el rajá Matanda en el sur (lo que ahora es Intramuros) se establecieron como reyes musulmanes y el asentamiento budista-hindú bajo Raja Lakandula en del norte Tundun (ahora Tondo.) La islamización de Luzón empezó en el siglo XVI cuando comerciantes de Brunéi asentados en el área de Manila contraían matrimonio con locales mientras mantenían sus enlaces con Brunéi y por ello, con otros centros musulmanes en el Sudeste Asiático. No hay ninguna evidencia de que el islam alcanzase una gran relevancia política o religiosa en la región, p. e. Padre Diego de Herrera mencionó que los habitantes de algunos pueblos eran musulmanes sólo en el nombre.

## Fuentes historiográficas

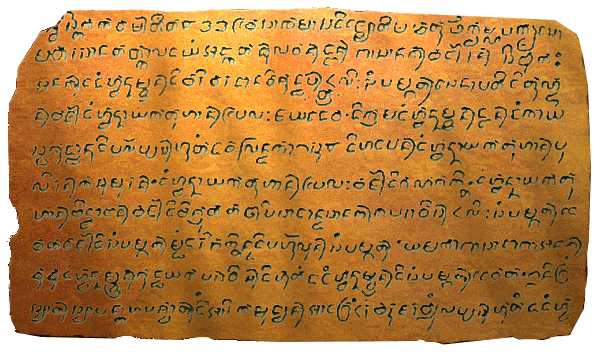
La Inscripción sobre cobre de Laguna.

## Arqueología

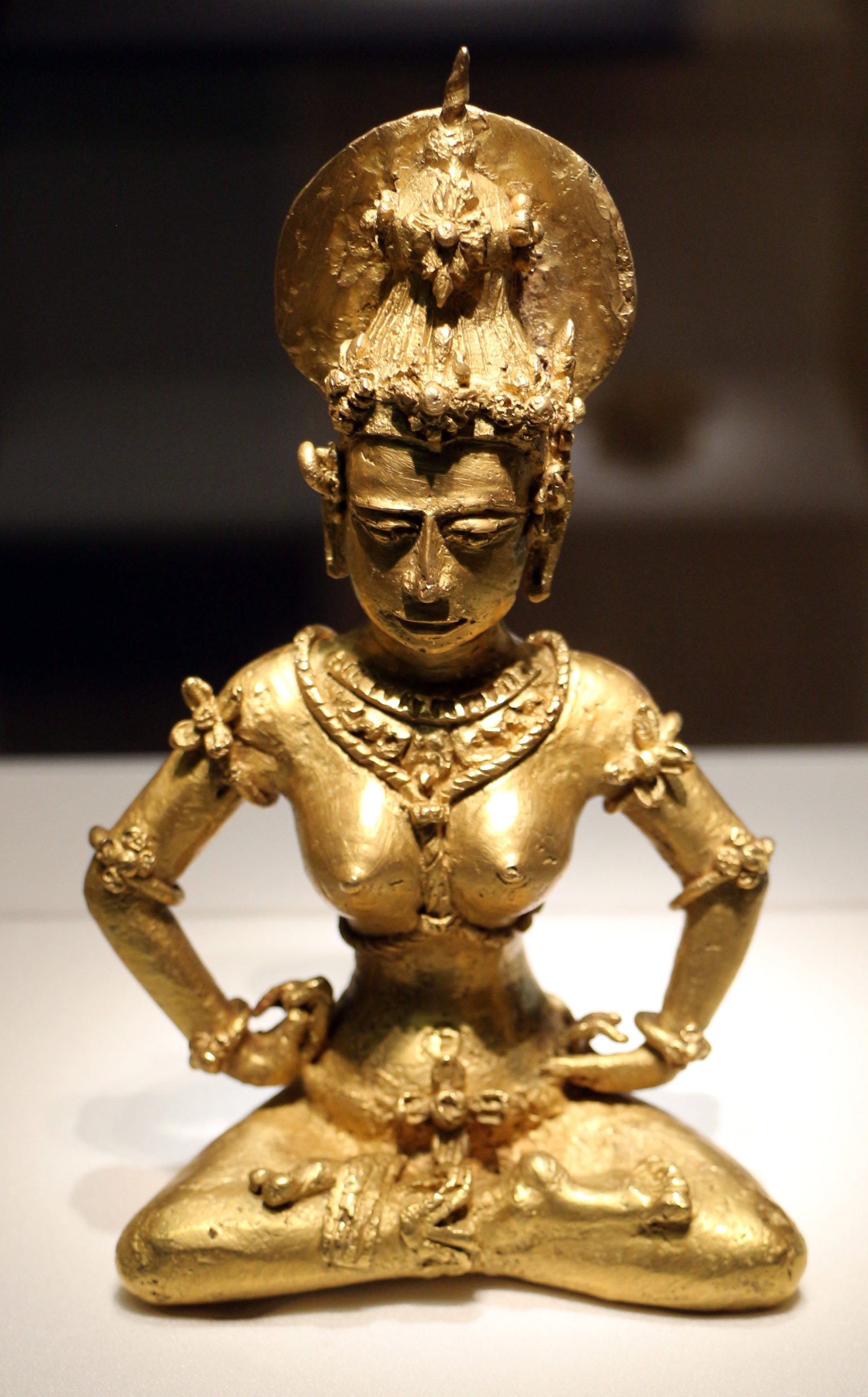
Estatuilla de oro de Tara encontrada en Agusan. Hoy en el Museo Field de Historia Natural de Illinois.